# Reduviinae
Reduviinae es una subfamilia de redúvidos heterópteros pertenecientes al orden Hemiptera, que son también conocidos con el nombre de chinches asesinas. Algunos miembros de este grupo son nocturnos; la mayoría de sus ciclos de vida son poco conocidos. Algunos autores proponen que este puede ser un grupo no monofilético.
Los Reduviinae se alimentan de varios artrópodos. El representante más conocido de Reduviinae es el insecto Reduvius personatus, conocido como cazador enmascarado.
Miden de 8 a 22 mm. Hay alrededor de 1 000 especies en 140 géneros que se distribuyen por todo el mundo.

## Géneros
- Acanthaspis Amyot & Serville, 1843[cita requerida]
- Alloeocranum Reuter,1881
- Durevius Villiers, 1962
- Durganda Amyot & Serville, 1843
- Durgandana Miller, 1957
- Ectrichodiella Fracker & Bruner, 1924[2]
- Edocla Stål, 1857
- Empyrocoris Miller, 1953
- Ganesocoris Miller, 1955
- Gerbelius Distant, 1930
- Hadrokerala Wygodzinsky & Lent, 1980
- Holotrichius Burmeister, 1835
- Isdegardes Distant, 1909
- Lenaeus Stål, 1859
- Mesancanthapsis Livingstone & Murugan, 1993
- Neocanthapsis Livingstone & Murugan, 1991
- Neotiarodes Miller, 1957
- Paralenaeus Reuter,1881
- Pasira Stål, 1859
- Pasiropsis Reuter,1881
- Psytalla Stål, 1859
- Psophis Stål, 1863
- Platymeris Laporte, 1833
- Pseudozelurus Lent & Wygodzinsky, 1947
- Ripurocoris Miller, 1959
- Reduvius Fabricius, 1775
- Tapeinus Laporte, 1833
- Tiarodes Burmeister, 1875
- Tiarodurganda Breddin, 1903
- Velitra Stål, 1866
- Zeluroides Lent & Wygodzinsky, 1948
- Zelurus Hahn